# Hans Alders
Johannes Gerardus Maria (Hans) Alders (ur. 17 grudnia 1952 w Nijmegen) – holenderski polityk, parlamentarzysta, minister mieszkalnictwa, planowania przestrzennego i środowiska (1989–1994).

## Życiorys
Kształcił się w szkole średniej w Nijmegen, której nie ukończył, szkolił się również na różnych kursach językowych. Zaangażował się w działalność polityczną w ramach Partii Pracy, do której wstąpił w 1972. W latach 1976–1982 był sekretarzem frakcji radnych partii w radzie miejskiej Nijmegen. Od 1978 do 1983 zasiadał w stanach prowincjonalnych Geldrii. W latach 1982–1989 sprawował mandat posła do Tweede Kamer. Od listopada 1989 do sierpnia 1994 był ministrem mieszkalnictwa, planowania przestrzennego i środowiska w trzecim rządzie Ruuda Lubbersa. Następnie do 1996 zajmował stanowisko dyrektora w strukturze Programu Środowiskowego Organizacji Narodów Zjednoczonych. W latach 1996–2007 był komisarzem królowej w prowincji Groningen. Później zaczął prowadzić własne przedsiębiorstwo w branży doradczej. W 2015 stanął na czele instytucji koordynującej działania związane z naprawą zniszczeń i ochroną przed trzęsieniami ziemi w rejonie Groningen.

## Odznaczenia
- Kawaler Orderu Lwa Niderlandzkiego (1994)[1]